# Ian Liddell-Grainger
Pour les articles homonymes, voir Liddell.
Ian Richard Peregrine Liddell-Grainger, né le 23 février 1959 à Édimbourg, est un homme politique britannique, du Parti conservateur, élu de Bridgwater and West Somerset. Il préside le groupe parlementaire conservateur à l'Assemblée parlementaire du Conseil de l'Europe. C'est un descendant de la reine Victoria.